# Herkules trägt den Obelisken

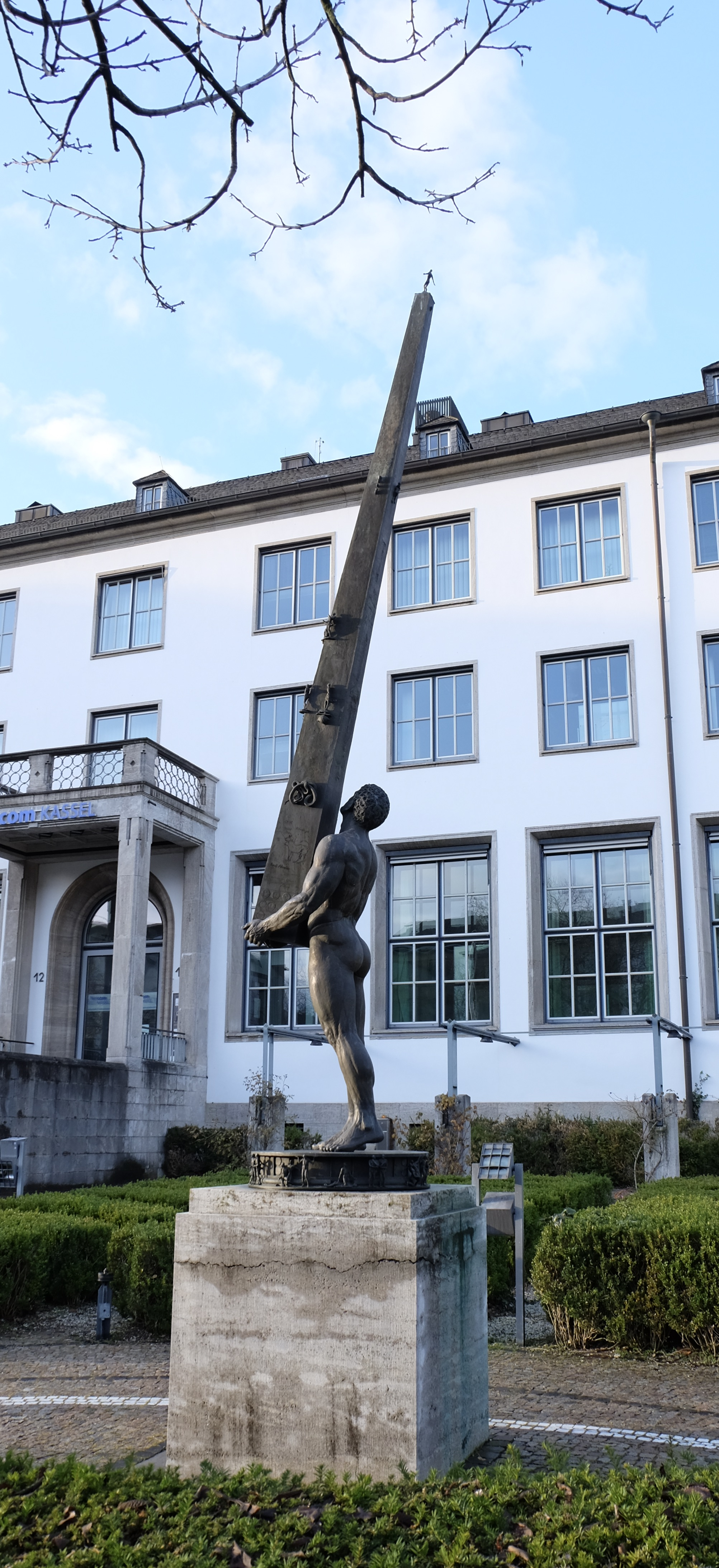
Herkules trägt den Obelisken

Die Plastik Herkules trägt den Obelisken ist ein Werk des französischen Bildhauers Ivan Theimers. Der monumentale Bronzeguss wurde am 18. April 1989 auf dem Freigelände vor der damaligen Filiale der Landeszentralbank am Ständeplatz in Kassel aufgestellt. Das Werk zeigt auf einem Kalksteinsockel stehend, einen als Akt dargestellten Herkules, der einen Obelisken vor sich trägt.

## Beschreibung
Das Denkmal ist eine Auftragsarbeit der hessischen Landeszentralbank, anlässlich des Umbaus der Liegenschaft durch den  Architekten Jochem Jourdan am Ständeplatz 12. Dem Geschäftshaus aus den frühen 1950er Jahren wurde 1985–1989 ein durch den Landschaftsarchitekten Peter Latz gestalteter Garten vorgelagert. Die Buchs- und Eibenhecken stehen wie die Vogelkirschen in Substrat auf dem Dach einer Tiefgarage und nehmen in ihrer Mitte die fünf Meter hohe Skulptur auf. Augenscheinlich zitiert das Kunstwerk das Kasseler Wahrzeichen, den 1717 vollendeten Herkules im Bergpark Wilhelmshöhe. Im Gegensatz zu seinem historischen Vorbild steht der antike Held hier aber nicht triumphierend auf einem Obelisken, sondern trägt diesen unter großer Kraftanstrengung selbst. Der Kasseler Herkules ist neben einem barocken Stadtplan auf einer Bronzeplatte am steinernen Sockel dargestellt. Die kreisrunde Plinthe sowie der Obelisk selbst sind von zahlreichen kleineren Figuren übersät, ebenso Abgüsse von historischen Münzen und Medaillen. Auf der Spitze des Obelisken steht auf dem Rücken einer Schildkröte ein Mann mit ausgestreckten Armen. Die Plinthe ist signiert mit: Pietrasanta Theimer 1988 Lucca. Ein Gießereistempel verweist auf die Bildgießerei Mariani in Italien als Hersteller.

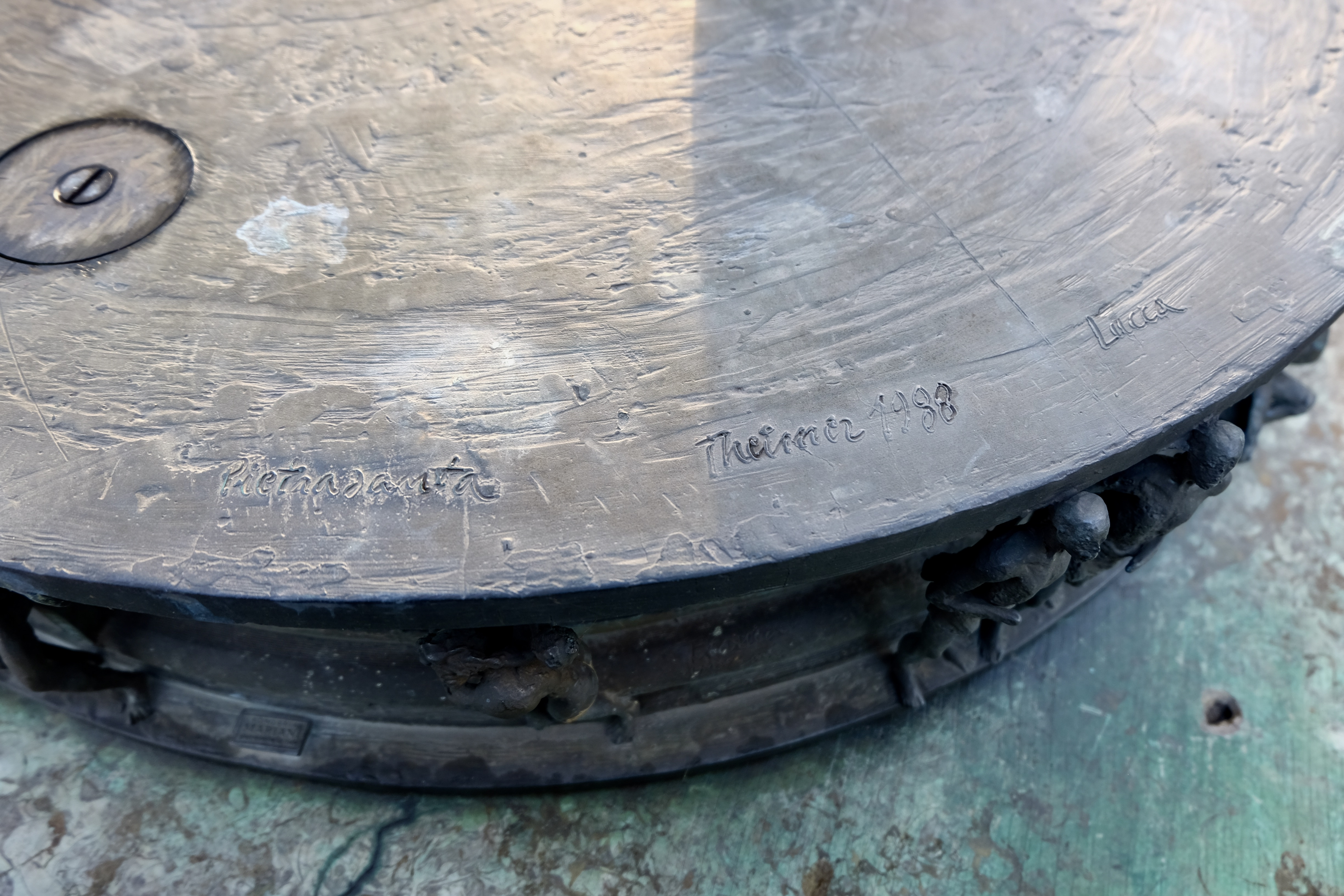
Signatur auf der Plinthe
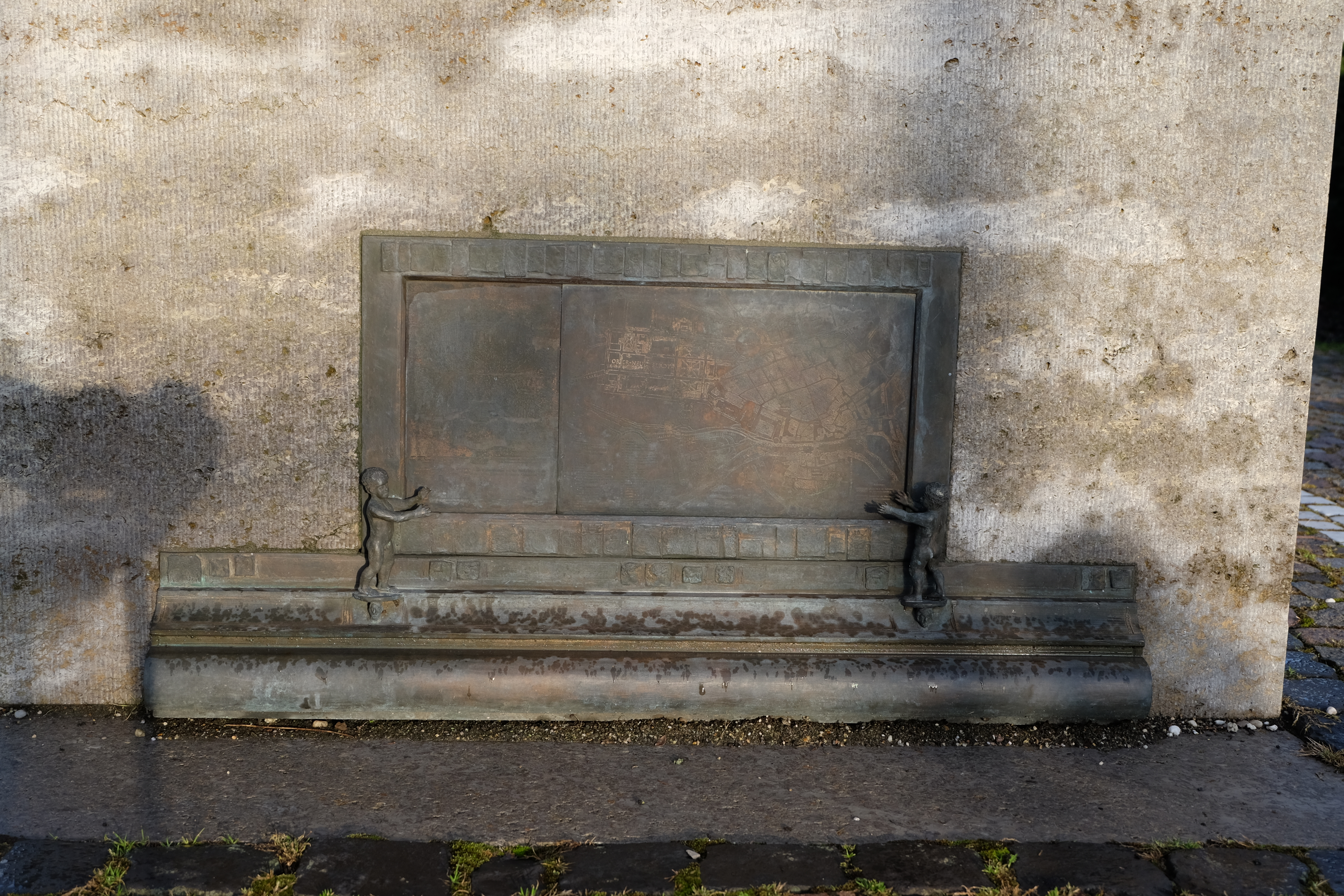
Bronzeplatte auf dem Sockel
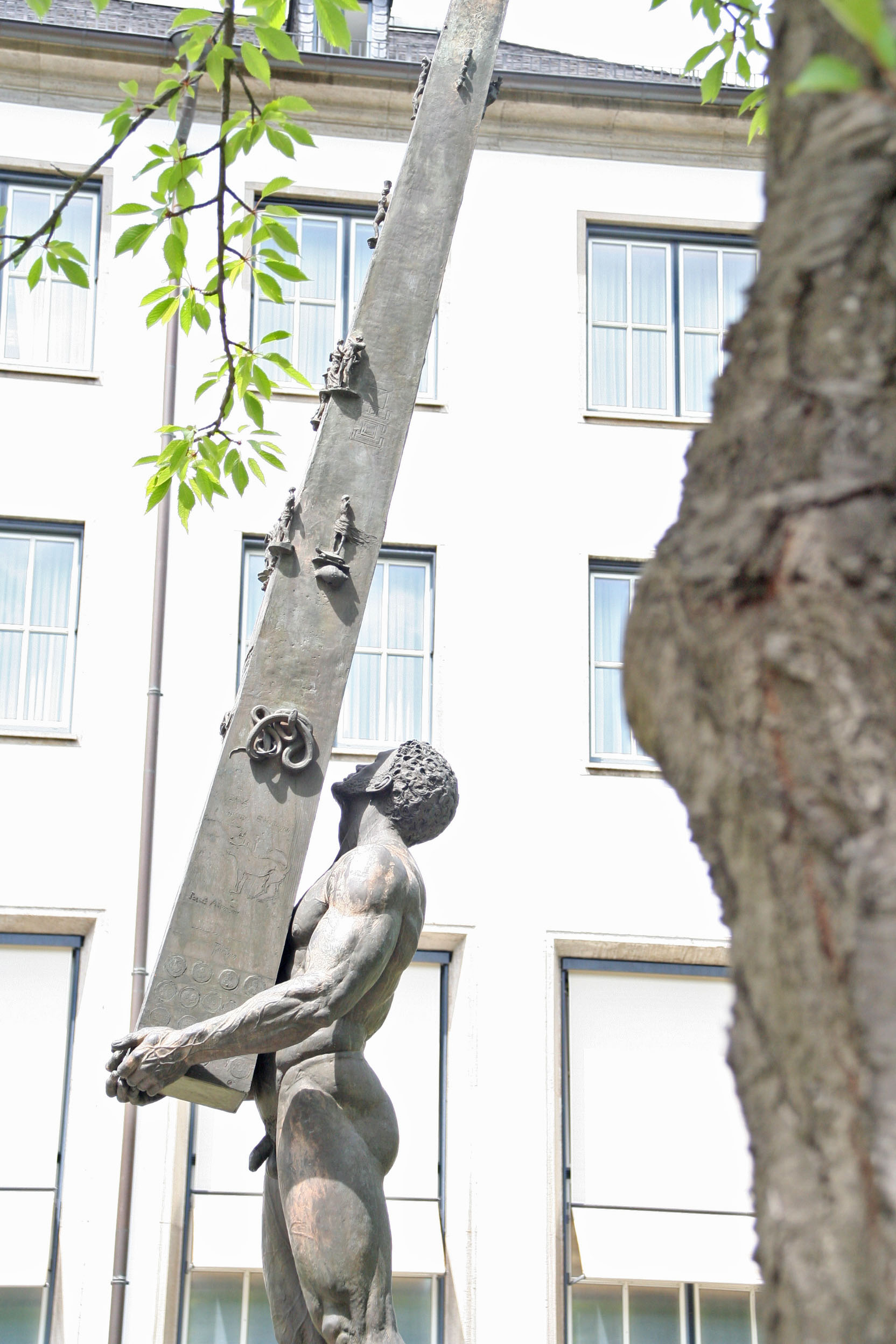
Detail des Obelisken
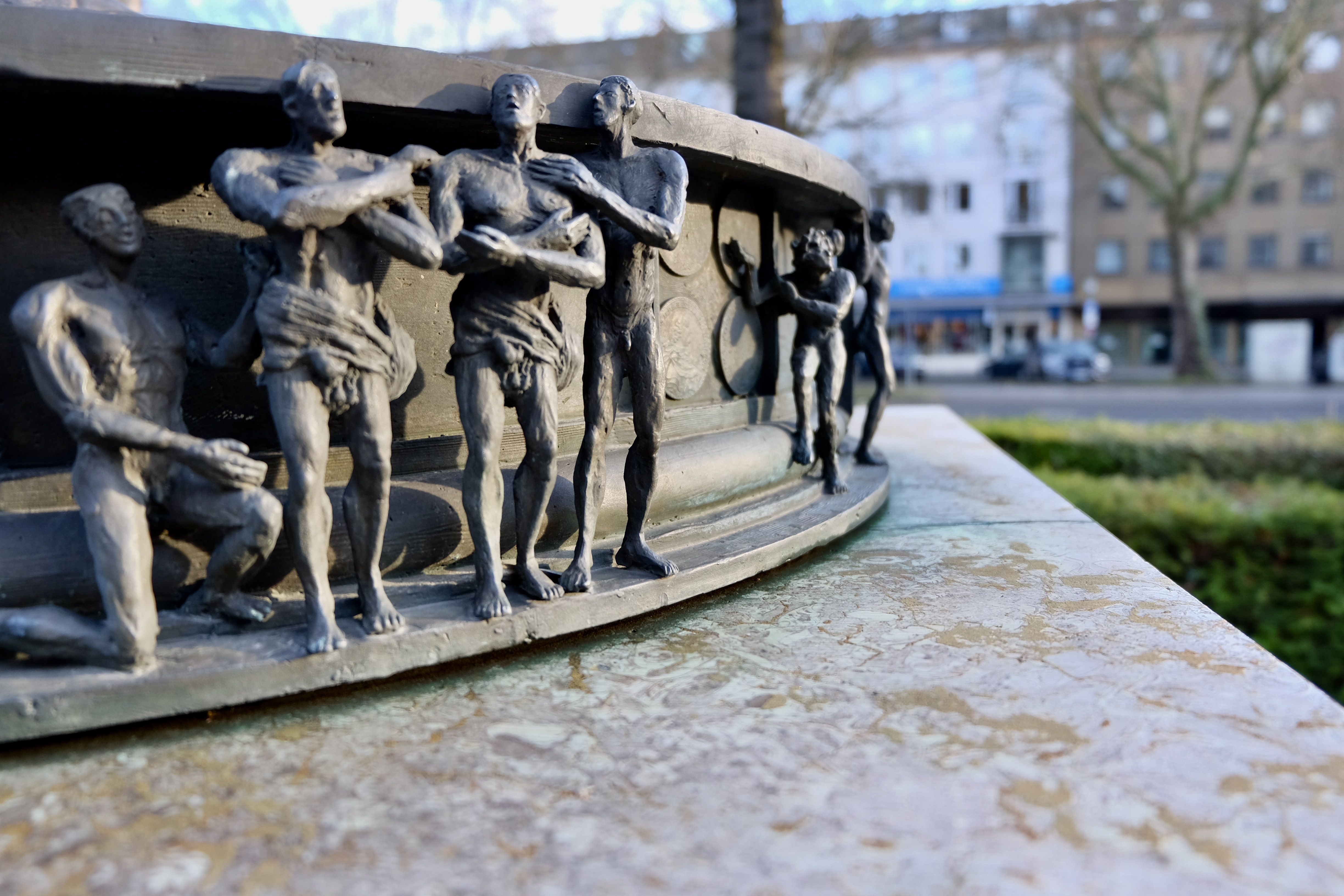
Kleinteilige Sockelzone

## Rezeption
Zeitgenössische Kunstkritik der frühen 1990er Jahre zeigte sich irritiert ob der heroischen und pathetischen Darstellungsweise des Künstlers. Vergleiche zu Arno Breker und Josef Thorak wurden gezogen. Die männliche Figur mit ausgestreckten Armen auf dem Rücken einer Schildkröte könnte einen Bezugspunkt zu dem 2013 von Stephan Balkenhol realisierten Kunstwerk auf dem Kirchturm von Sankt Elisabeth in der Kasseler Innenstadt sein. 